# Efraím Hernández Xolocotzi
Efraím Hernández Xolocotzi (Amaxac de Guerrero, Tlaxcala, el 23 de enero de 1913 - † Chapingo el 21 de febrero de 1991) Reconocido investigador y catedrático, hizo importantes aportaciones en el estudio del maíz y la etnobotánica.

## Reseña biográfica

### Vida y obra
Efraím Hernández Xolocotzi nació el 23 de enero de 1913 en la comunidad de San Bernabé, municipio de Amaxac de Guerrero, Estado de Tlaxcala. Su padre, Luis Hernández Xolocotzi, fue campesino; su madre, Bibiana Guzmán, maestra de primaria. La familia era de religión metodista, lo que provocó que por problemas religiosos tuvieran que mudarse a la Ciudad de México en 1915. Estudió en la primaria "Escuela Protectora del Niño" Cd. de México de 1919 a 1923. En 1923, su madre y él emigraron a Estados Unidos, donde revalidó sus estudios de primaria en Nueva Orleans de 1923 a 1925. De 1925 a 1928 ingresa a la Escuela no. 35 y en 1932 se gradúa de la Stuyvesant High School, ambas ubicadas en Nueva York.
A la edad de 19 años comienza sus estudios de agricultura en el State College of Applied Agriculture, en Long Island de 1932 a 1934. Posteriormente ingresa en el College of Agriculture de la Universidad Cornell de Nueva York y concluye en el año de 1938.
Una vez finalizados sus estudios regresa a México donde comenzó a trabajar en el Banco Nacional de Crédito Ejidal para luego comenzar a recolectar razas de maíz para la fundación Rockefeller. Entre 1947 y 1949, y mediante una beca de esta fundación, estudió en la Universidad de Harvard. 
Se dedicó a recolectar y estudiar las diversas razas del maíz en México, las cuales gran parte de estas las depositó en el Banco de Maíz del Centro Internacional de Mejoramiento de Maíz y Trigo, y en el Banco Mexicano de Genes del Maíz ubicado en Chapingo. Fue maestro en el Instituto Tecnológico y de Estudios Superiores de Monterrey y en la Universidad Autónoma Chapingo. Además de catedrático fue jefe del departamento de silvicultura en 1953, jefe de Botánica de los años 1963 a 1967 e investigador del Centro de Botánica en el Colegio de Posgraduados de 1969 a 1981. Su curso de La Etnobotánica y su Metodología dejó una profunda huella en muchos de sus estudiantes, quienes lo recuerdan con cariño y admiración.
Colaboró y escribió en más de 200 artículos y escribió 6 libros. Entre sus obras están: Razas de maíz en México, Artículo sobre cinco nuevas razas de maíz en el noroeste de México, Exploración etnobotánica y su metodología y Agrosistemas de México; el cual estudiosos del tema consideran una importante aportación a este tema. Existe una compilación titulada "Xolocotzia" de sus más sobresalientes trabajos, consta de 2 tomos publicados en 1985 (vol. 1) y 1987 (vol. 2). 
Murió en su casa ubicada en la localidad de Chapingo un 21 de febrero de 1991, un día antes de festejarse el día del agronómo.

## Premios y reconocimientos
- Doctor honoris causa en el Colegio de Postgraduados (1981)
- Miembro Extranjero de la Sociedad Botánica de Norteamérica (1982)
- Doctor honoris causa en la Universidad Autónoma Chapingo(1984)
- Botánico Económico Distinguido de la Sociedad de Botánica Económica (1986)
- Medalla Frank N. Meyer a la exploración Botánica (1986)